# Amfimixis
Amfimixis of amfimixie is generatieve voortplanting (door zaad) met bevruchting. Hiertegenover staat apomixis ongeslachtelijke voortplanting via zaad.

## Stuifmeelvorming en bevruchting
In de helmhokjes vindt de vorming van stuifmeelkorrels (pollen) plaats. Bij de vorming van de meeldraad veranderen vier groepjes van meristematische cellen in vier stuifmeelkorrelmoederzakken (microsporangiën). Twee per helmhokje. Een pollenmoederzak bestaat uit voedingsweefsel (tapetum), waarbinnen de stuifmeelkorrelmoedercellen (microsporen) liggen, welke uitgroeien tot stuifmeelkorrels. Door meiose ontstaan uit de microsporen eerst twee cellen (een dyade) en vervolgens een klompje van vier cellen (een tetrade). De cellen van de tetrade maken zich van elkaar los en vormen de haploïde microsporen. De buitenwand om deze microspore verdict onder invloed van zowel het tapetum als de microspore tot de excine. Daarbinnen wordt door de microspore een binnenwand (intine) gevormd. Vervolgens deelt de microspore zich via een mitotische celdeling in tweeën, de generatieve cel en de vegetatieve kern. De vegetatieve kern groeit bij de bestuiving uit tot de pollenbuis, waarna deze kern verdwijnt (degenereerd). De stempelpapillen zijn bedekt met een cuticula. 
Wanneer de stuifmeelkorrel in aanraking komt met een stempel zwelt deze op doordat water wordt opgenomen door osmose. Hierdoor gaat het cytoplasma door de celwand naar buiten en vormt het begin van de stuifmeelbuis. De stuifmeelbuis maakt een ronde opening in de cuticula en begint hierna tussen de cellen van het geleidingsweefsel van de stijl door te groeien in de richting van het zaadbeginsel, waarbij het zich een weg door de stijl baant. Bij sommige planten (lelies) is er geen geleidingsweefsel maar een open stijlkanaal. De generatieve cel deelt zich via een mitotische deling nog een keer in twee generatieve cellen (spermacellen). De pollenbuis groeit door de kiemopening (micropyle) van het vruchtbeginsel de embryozak in. In de pollenbuis verplaatsen de twee spermacellen zich naar de embryozak. Éen van deze spermacellen versmelt met de eicel en de andere spermacel versmelt met de secundaire embryozakkern en vormt zo een triploïde (3n) kern.  Deze kern groeit uit tot het endosperm (kiemwit), dat reservevoedsel bevat voor de zich later te ontwikkelen plant. 

Nadat het mannelijke stuifmeel op het vrouwelijke deel van de bloem (de stamper) is aangekomen, groeit uit de stuifmeelkorrels een buis in de richting van de eicel om die te bevruchten. Tijdens deze groei kan er certatie plaatsvinden. Certatie is het verschijnsel dat de stuifmeelbuizen niet allemaal evenhard groeien. Zo groeien stuifmeelbuizen van stuifmeelkorrels van nauw verwante planten soms langzamer om inteelt te voorkomen.
Nadat de bevruchting heeft plaatsgevonden groeit het uit tot een vrucht.